# James Clerk Maxwell
James Clerk Maxwell (Edimburgo, 13 de junho de 1831 — Cambridge, 5 de novembro de 1879) foi um físico e matemático escocês. É mais conhecido por ter dado forma final à teoria moderna do eletromagnetismo, que une a eletricidade, o magnetismo e a óptica, algo que ficou conhecido como a "segunda grande unificação na física". Esta é a teoria que surge das equações de Maxwell, assim chamadas em sua honra e porque foi o primeiro a escrevê-las juntando a lei de Ampère, modificada por Maxwell, a lei de Gauss, e a lei da indução de Faraday. Maxwell demonstrou que os campos elétricos e magnéticos se propagam com a velocidade da luz. Apresentou uma teoria detalhada da luz como um efeito eletromagnético, isto é, que a luz corresponde à propagação de ondas elétricas e magnéticas, hipótese que tinha sido posta por Michael Faraday. Foi demonstrado em 1864 que as forças elétricas e magnéticas têm a mesma natureza: uma força elétrica em determinado referencial pode tornar-se magnética se analisada noutro, e vice-versa. Ele também desenvolveu um trabalho importante em mecânica estatística, estudou a teoria cinética dos gases e descobriu a distribuição de Maxwell-Boltzmann. Seu trabalho em eletromagnetismo foi a base da relatividade restrita de Einstein e o seu trabalho em teoria cinética de gases fundamental ao desenvolvimento posterior da mecânica quântica.

## Biografia

### Primeiros anos

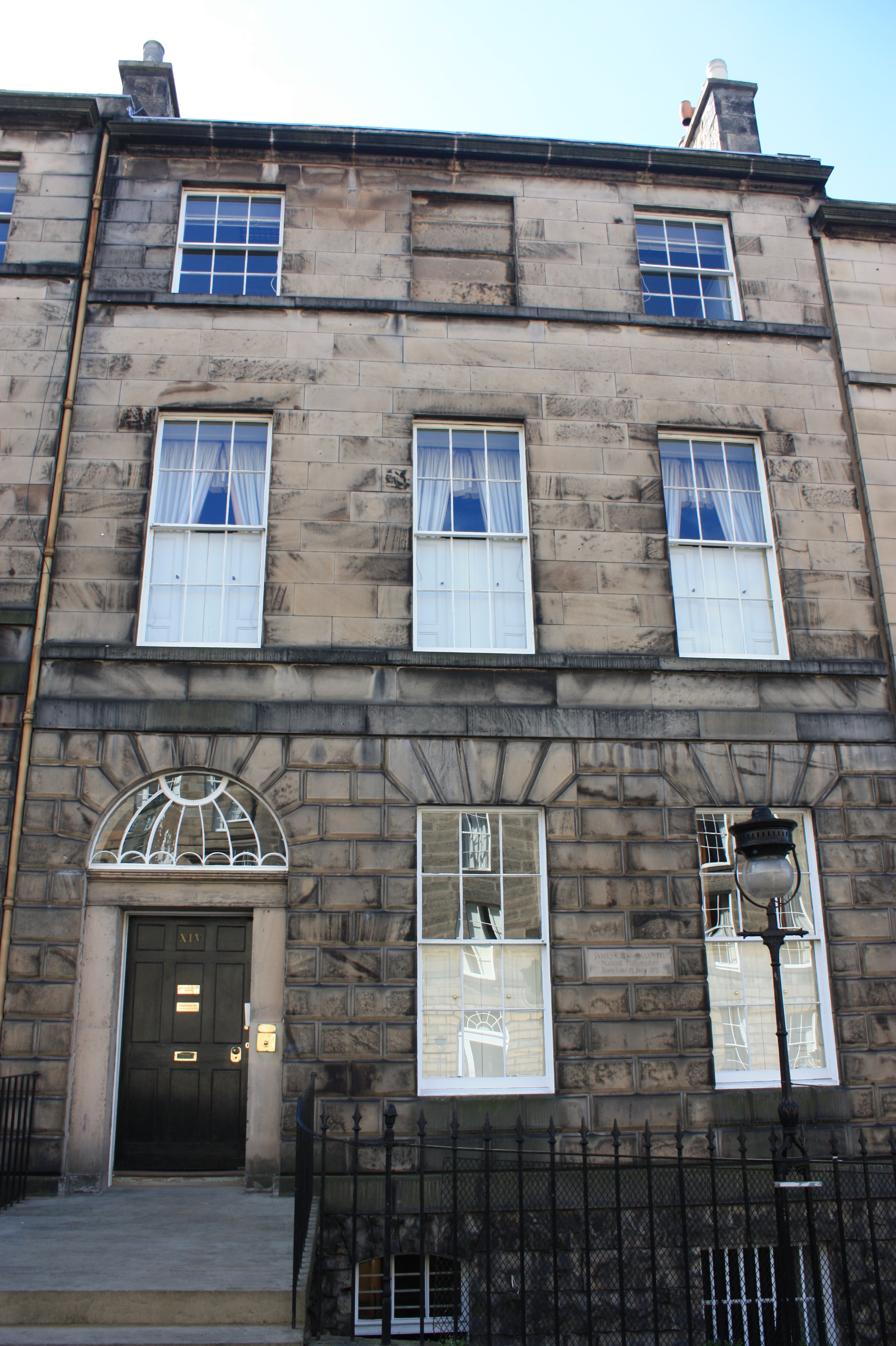
Local de nascimento de Clerk Maxwell em 14 India Street em Edimburgo hoje abriga a James Clerk Maxwell Foundation

James Clerk Maxwell nasceu em 13 de junho de 1831 na Rua India, 14, em Edimburgo, filho de John Clerk Maxwell, um advogado, e Frances Maxwell O pai de Maxwell era um homem com confortáveis meios financeiros, aparentado com a família Clerk de Penicuik, Midlothian, os titulares do baronato de Clerk de Penicuik, sendo seu irmão o sexto barão. Nascera John Clerk, adicionando o sobrenome Maxwell ao seu próprio depois de ter herdado uma propriedade rural em Middlebie, Kirkcudbrightshire, a partir das conexões com a família de Maxwell, eles próprios membros do pariato.
Os pais de Maxwell não se conheceram e se casaram até que tivessem passado dos trinta anos, o que era incomum para a época. Sua mãe, Frances Maxwell, tinha quase 40 quando James nasceu. Eles tinham tido anteriormente uma criança, uma filha, Elizabeth, que morrera na infância. Chamaram seu único filho sobrevivente de James, um nome que tinha sido usado não só pelo seu avô, mas também por muitos outros de seus ancestrais. Seus pais John Clerk Maxwell e Frances Maxwell possuíam extensas terras no campo escocês, onde Maxwell cresceu. Sua mãe adoeceu, provavelmente com cancro, e morreu em 1839.
Aos 10 anos de idade, Maxwell foi para escola em Edimburgo. Publicou seu primeiro artigo aos quatorze anos, num trabalho incentivado pela necessidade do artista e decorador D. R. Hay de construir uma figura oval "perfeita" (artisticamente e matematicamente). Nessa época, Maxwell redescobriu as ovais de Descartes. Elas já tinham sido estudadas anteriormente por Descartes, mas Maxwell também as generalizou para mais de dois focos. Desconhecendo o trabalho de Descartes, a originalidade do trabalho de Maxwell foi a forma simples apresentada por ele para resolver o problema de desenhá-las, e a definição de uma classe mais geral de curvas (que agora são por vezes chamadas de "curvas de Maxwell"). Três dos quatro artigos seguintes foram sobre geometria. On the Theory of Rolling Curves (Sobre a teoria das curvas rolantes), de 1848, estuda a geometria diferencial de curvas geradas como a cicloide, com uma figura rolando sobre outra. O artigo de 1853 foi uma curta investigação sobre óptica geométrica, e este trabalho levou à descoberta da lente "olho-de-peixe". O terceiro trabalho dessa época, Transformation of Surfaces by Bending (Transformação de superfícies por dobramento), ampliação de um trabalho iniciado por Gauss. O único artigo desse período a abordar apenas física foi On the Equilibrium of Elastic Solids (Sobre o equilíbrio de sólidos elásticos), escrito em 1850, pouco antes da ida para Cambridge.
Em 1847 matriculou-se na Universidade de Edimburgo, pensando que aí teria mais possibilidade de vir a ser cientista do que em uma universidade mais prestigiosa, como por exemplo, Cambridge, onde também fora aceito. Na Universidade de Edimburgo, graduou-se em Filosofia Natural (como era nessa época denominada a Física), Filosofia Moral e Filosofia Mental. Em 1850 foi estudar matemática na Universidade de Cambridge, mais precisamente no Trinity College. É nesta época que Maxwell inicia o seu estudo das equações do eletromagnetismo, que continuaria praticamente toda a sua vida. Em 1854 graduou-se, entre os melhores estudantes do seu ano, e imediatamente depois apresenta um brilhante artigo à Sociedade Filosófica de Cambridge com o título On the Transformation of Surfaces by Bending, um dos poucos artigos puramente matemáticos que escreveu.

### Vida adulta

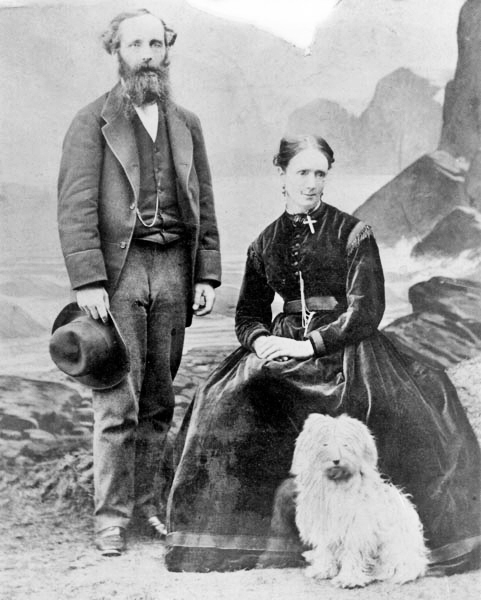
James e Katherine Maxwell em 1869

Em 1856 Maxwell se tornou professor em Aberdeen, e casa-se aos 27 anos com Katherine Clerk Maxwell, com quem nunca teve filhos. De 1855 a 1872 publicou com intervalos uma série de investigações sobre a percepção da cor e o daltonismo pela qual receberia a medalha Rumford da Royal Society no ano de 1860. Em 1859 recebeu o prémio Adams por um artigo sobre a estabilidade dos anéis de Saturno, em que demonstra que estes não podem ser completamente sólidos nem fluidos. A estabilidade destes anéis implica que eles têm de ser constituídos por numerosas pequenas partículas sólidas. Do mesmo modo provou que o sistema solar não podia ser formado pela condensação de uma nébula puramente gasosa, mas que esta nébula tinha que conter também pequenas partículas sólidas. Foi também nesta época que Maxwell fez os seus trabalhos mais importantes em física estatística, tendo generalizado o trabalho iniciado por Clausius em que este punha a hipótese de que um gás era formado por moléculas que se movem a uma certa velocidade e que vão mudando de velocidade ao chocar entre si. Maxwell considerou que as partículas se tinham que mover a diferentes velocidades e estudou a distribuição da velocidade destas. Em 1868 a continuação deste trabalho feita por Boltzmann daria origem à chamada distribuição de Maxwell-Boltzmann e ao campo da mecânica estatística.

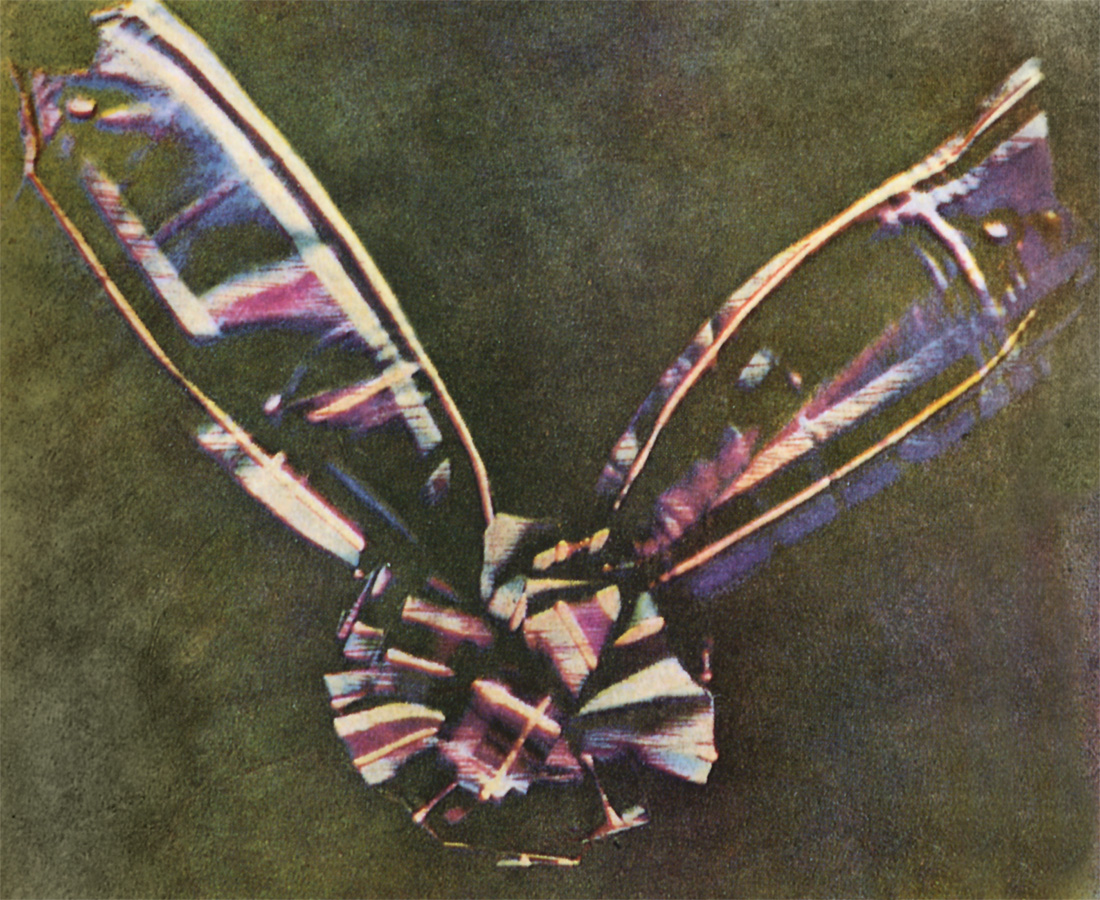
A primeira fotografia colorida, feita por Maxwell, em 1861

Em 1860 foi nomeado professor no King's College de Londres e em 1861 foi eleito membro da Royal Society. Durante este período investigou temas em elasticidade e em geometria pura, mas também prosseguiu os seus estudos em visão e óptica, tendo por exemplo demonstrado que se pode produzir uma fotografia a cores utilizando filtros vermelho, verde e azul e sobrepondo as três imagens assim obtidas (ver ao lado imagem da primeira fotografia a cores na história, obtida por este método).
Após a morte de seu pai, em 1865, Maxwell se aposentou para cuidar das terras da família. Nesta época faz importantes contribuições à física experimental, realizando com a sua esposa uma série de experiências sobre a viscosidade dos gases, em que demonstraram por exemplo que a viscosidade de um gás é independente da sua densidade.
Maxwell tinha como hábito trabalhar ao mesmo tempo em vários assuntos, com intervalos longos entre artigos sucessivos no mesmo campo. Por exemplo, seis anos se passaram entre o primeiro e o segundo de seus artigos sobre eletricidade (1855, 1861), doze anos entre o segundo e o terceiro artigos mais notáveis sobre teoria cinética (1867, 1879).

## Importância
Maxwell é geralmente lembrado como o cientista do século XIX a ter mais influência sobre a física do século XX e o responsável por contribuições básicas nos modelos naturais, sendo considerado uma ponte entre a matemática e a física. Poucos anos após a morte de James Clerk Maxwell, seus trabalhos científicos foram aceitos mundialmente a partir de suas explorações sobre eletromagnetismo.
Em 1931, comemorando o centenário do nascimento de Maxwell, descrevendo seu trabalho Albert Einstein disse "o mais profundo e frutífero que a física descobriu desde Newton".

### Medicina
Sua pesquisa sobre a natureza do espectro eletromagnético foi de fundamental importância, posteriormente, para o emprego dos raios X e da ressonância magnética na Medicina.
Maxwell mostrou, a partir de suas equações, que era possível encontrar uma equação da onda para descrever a propagação do campo elétrico e outra para o campo magnético. Contribuindo assim para a medicina atual, que utiliza desse conhecimento para cada vez mais se revolucionar.

## Contribuições no ramo da biofísica

### Ótica
Por sempre possuir interesses na percepção de cores pelo olho humano, Maxwell, usando sua invenção do filtro de cores triplo (que mais tarde resultaria no sistema RGB), desvendou informações sobre o daltonismo, mostrando que esse problema provém da ausência de um dos três receptores de cores no nervo ótico (vermelho, verde ou azul).

### Reologia
Apesar de não haver registros sobre pesquisas de Maxwell diretamente ligadas a fluidos corporais, seus estudos diretamente causaram impacto na reologia, majoritariamente em estudos referentes à biofísica voltada ao corpo humano, pois seu pioneirismo em tópicos relativos à viscosidade e à elasticidade de materiais proveu grande ajuda nos estudos de fluidos corporais, como o sangue.

### Últimos anos
Em 1870 publicou o livro "A teoria do calor", que dá forma final à termodinâmica moderna e será enormemente influente na física do século XX, e em 1871 inventou o conceito de Demônio de Maxwell, para demonstrar que a segunda lei da termodinâmica, que diz que a entropia nunca decresce, tem um carácter estatístico.  Neste ano ainda aceita dirigir o novo Laboratório Cavendish, em Cambridge. Ele mesmo supervisionou a construção do edifício e a compra de todos os aparelhos científicos. Professor Cavendish de Física, de 1871 a 1879, tinha acabado de estabelecer o laboratório como centro de excelência científica quando morreu. Durante este período, Maxwell preparou zelosamente a publicação das investigações completas de Henry Cavendish, incluindo os seus estudos de eletricidade, o que viria a ser a sua última importante contribuição para a ciência.
Em 1873 Maxwell publicou o Tratado sobre Eletricidade e Magnetismo, livro que continha todas as suas ideias sobre este tema e que condensa todo o trabalho que foi fazendo ao longo dos anos. Ele estava preparando uma revisão abrangente deste tratado com as suas novas descobertas neste tema quando morreu em Cambridge prematuramente de cancro do abdômen. Foi enterrado em Parton Kirk, na Escócia.

## Publicações
- Maxwell, James Clerk (1873), A treatise on electricity and magnetism Vol I, Oxford : Clarendon Press
- Maxwell, James Clerk (1873), A treatise on electricity and magnetism Vol II, Oxford : Clarendon Press
- Maxwell, James Clerk (1881), An Elementary treatise on electricity, Oxford : Clarendon Press
- Maxwell, James Clerk (1890), The scientific papers of James Clerk Maxwell Vol I, Dover Publication
- Maxwell, James Clerk (1890), The scientific papers of James Clerk Maxwell Vol II, Cambridge, University Press
- Maxwell, James Clerk (1908), Theory of heat, Longmans Green Co.[12]
- Três das contribuições de Maxwell para a Encyclopædia Britannica apareceram na Nona Edição (1878): Atom, Attraction, e Ether; e três na décima primeira edição (1911): Capillary Action,[13] Diagram,[14] e Faraday, Michael[15]